# Slotte og herregårde i Blekinge
Liste over slotte og herregårde i Blekinge

## Liste
| Billede | Navn               | Type      | Kommune    | Beliggenhed                                            | BBR id            |
| ------- | ------------------ | --------- | ---------- | ------------------------------------------------------ | ----------------- |
|         | Brömsehus          | borgruin  | Karlskrona | 56°19′19.63″N 16°2′50.81″Ø / 56.3221194°N 16.0474472°Ø |                   |
|         | Johannishus slot   | slott     | Ronneby    | 56°14′39″N 15°24′56″Ø / 56.244202°N 15.41544°Ø         | Skabelon:BBR-länk |
|         | Sjöborg            | slotsruin | Karlshamn  | 56°10′0″N 14°45′8.02″Ø / 56.16667°N 14.7522278°Ø       |                   |
|         | Sölvesborgs slott  | slotsruin | Sölvesborg | 56°03′21″N 14°35′38″Ø / 56.05583°N 14.59389°Ø          |                   |
|         | Augerums herrgård  | herregård | Karlskrona | 56°13′02″N 15°40′29″Ø / 56.21720°N 15.67485°Ø          | Skabelon:BBR-länk |
|         | Djupadals herrgård | herregård | Ronneby    | 56°13′57″N 15°16′28″Ø / 56.23250°N 15.27444°Ø          |                   |
|         | Elleholms hovgård  | herrgård  | Karlshamn  | 56°09′47″N 14°45′02″Ø / 56.16306°N 14.75056°Ø          |                   |
|         | Göholms gods       | herregård | Ronneby    | 56°09′12″N 15°19′52″Ø / 56.15333°N 15.33124°Ø          |                   |
|         | Marielund          | herregård | Karlskrona | 56°13′08″N 15°31′59″Ø / 56.21889°N 15.53306°Ø          |                   |
|         | Skärva herrgård    | herregård | Karlskrona | 56°12′05″N 15°34′21″Ø / 56.20139°N 15.57250°Ø          |                   |
|         | Stensnäs herrgård  | herregård | Karlshamn  | 56°10′11″N 14°42′17″Ø / 56.16966°N 14.70472°Ø          |                   |
|         | Tromtö herrgård    | herregård | Ronneby    | 56°09′40″N 15°29′07″Ø / 56.16098°N 15.48536°Ø          | Skabelon:BBR-länk |
|         | Vambåsa            | herregård | Ronneby    | 56°11′14″N 15°27′11″Ø / 56.18728°N 15.45303°Ø          |                   |
|         | Västeråkra         | herregård | Karlskrona | 56°13′08″N 15°34′50″Ø / 56.21886°N 15.58068°Ø          |                   |